# A Négy Szépség

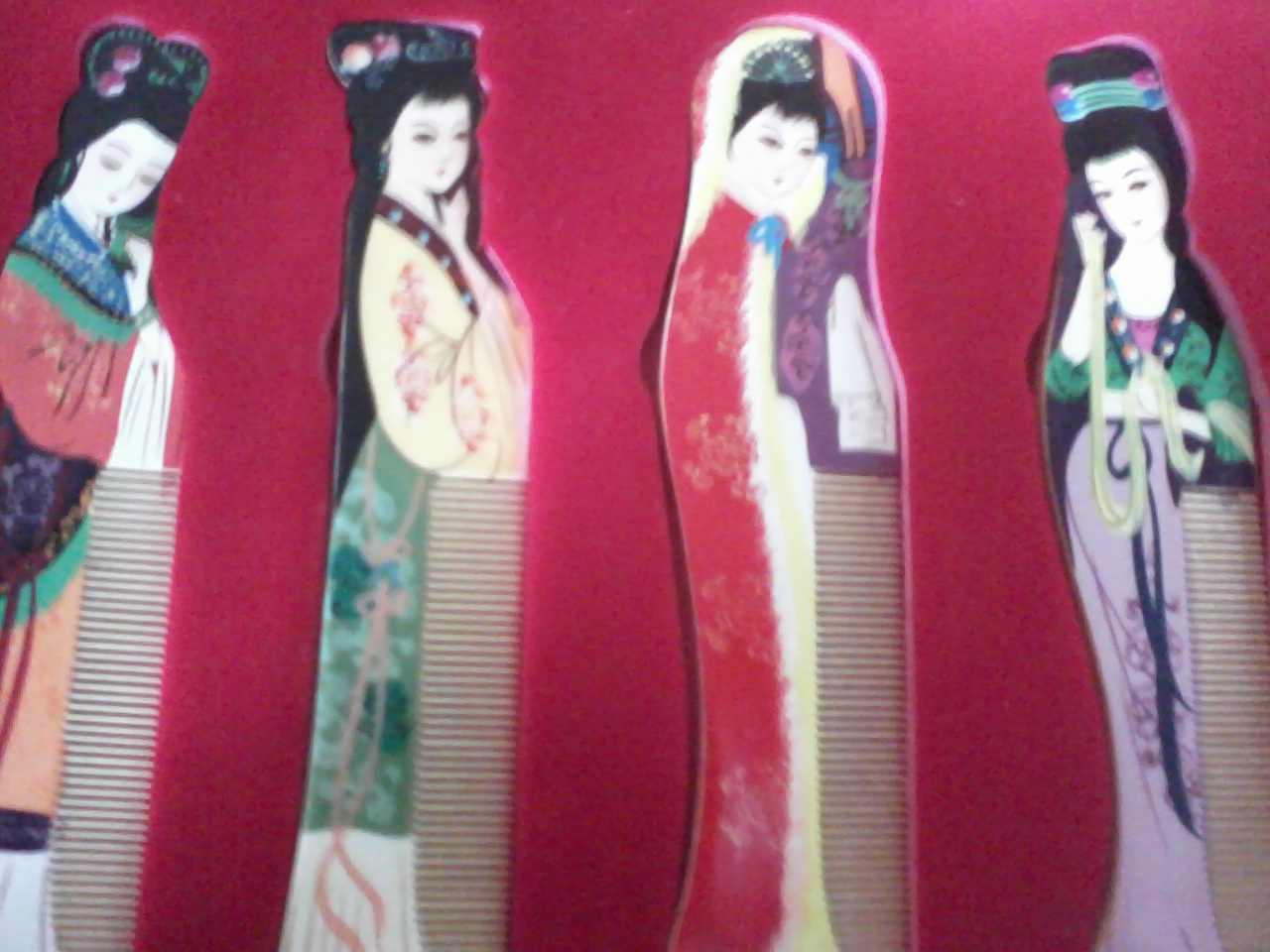
Changzhou fésűk, amelyek Kína négy szépségét ábrázolják

A négy szépség vagy négy nagy szépség négy kínai nőre utal, akik nevezetesek voltak a szépségükről. A neveik Xi Shi, Wang Zhaojun, Diaochan és Yang Guifei. A róluk szóló történelmi feljegyzések ritkásak, így amit ma tudhatunk róluk, azt nagyban színezik az őket említő legendák. Valamilyen módon állítólag mindegyikük felkeltette a korukban uralkodó király vagy császár figyelmét. Hírnevüket a királyokra és császárokra gyakorolt befolyásuknak köszönhetik, és következésképpen annak, ahogyan a tetteik hatással voltak a kínai történelemre. A Négy Szépség közül hárman királyságokat döntöttek romba, az életük pedig tragédiával végződött.

## Kína négy szépsége
A négy nagy szépség négy különböző dinasztiában élt, több száz év távolsággal mindegyikük között. Időrendi sorrendben:
- Xi Shi (kb. Kr. e. 7-6. század, Tavasz és ősz korszak) állítólag olyan gyönyörű volt, hogy amikor a halak meglátták a tükörképét a vízben, elfelejtettek úszni, és mind a felszín alá süllyedtek.[2] Xi Shi szülővárosa a Zhejiang tartománybeli Zhuji volt, Zhuji pedig az Ókori Yue Királyság fővárosa. Goujian, a Yue Királyság uralkodója tíz évig sínylődött, hogy elérje célját és legyőzze Fuchait, a Wu Királyság uralkodóját. Xi Shi is része volt a tervének. Annak ellenére, hogy Xi Shi Fan Libe volt szerelmes, Goujian elküldte ajándékba Fuchainak, akit elkápráztatta a nő szépsége, és bele is szeretett. Fuchai ezzel elvesztette minden harci kedvét, és minden idejét Xi Shi szórakoztatásával töltötte. Ennek köszönhetően Goujian le volt képes győzni Fuchait. Fuchai megbánta, hogy elfogadta az ajándékot, és öngyilkos lett. Két történet is létezik arról, hogy mi történt Xi Shivel ezután. Az első szerint Goujian vízbe fojtotta, mert félt, hogy ugyanúgy megbabonázza majd őt is, mint Fuchait. A második történet szerint végül összeházasodott Fan Livel, és boldogan éltek, míg meg nem haltak.
- Wang Zhaojun (Kr. e. 1. század, Nyugati Han-dinasztia) állítólag olyan gyönyörűnek volt, hogy a megjelenése arra csábította a repülő madarakat, hogy lehulljanak az égből.[3] Wang Zhaojun állítólag fiatalon csatlakozott Yun császár háreméhez. Udvarhölgy maradt, a császár pedig egyszer sem látogatta meg. Abban az időben a császár ágyasait portrék alapján választották ki, és a nők többsége lefizette a festőket, hogy szebbnek fessék őket a valóságosnál. Wang Zhaojun azonban nem volt hajlandó lefizetni a festőjét, így csúnya portrét festettek neki. Kr.e. 33-ban Hu Hanye látogatóban érkezett, és egy Han szépséget kért feleségül. Wang Zhaojunt mutatták be neki, a császár pedig teljesen megdöbbent a nő szépsége láttán. A portréfestőt később kivégezték.
- Diaochan (kb. 3. század, késő Keleti Han-dinasztia / Három királyság kora) állítólag olyan ragyogóan szép volt, hogy még a hold is elszégyellte volna magát, ha Diaochan arcához hasonlították volna. Egy legenda szerint az apja bemutatta őt Lu Bu nevezetű harcosnak, és azt mondta, egy napon feleségül veheti. Aztán elhozta Dong Zhuót, és ugyanezt mondta neki is. Ragaszkodott hozzá, hogy azonnal szeretőjének fogadja a lányát. Amikor Lu Bu megtudta, megölte és elégette Dong Zhuót, ezzel pedig megnyerte magának Diaochant.[4]
- Yang Guifei (719–756, Tang-dinasztia) állítólag olyan gyönyörű arccal rendelkezett, amely minden virágot szégyenbe tudott hozni.

## Idiomatikus kifejezések
Négy jól ismert idióma írja le a négy szépséget. A pontos eredetük vitatott.
| kínai                               | angol |
| ----------------------------------- | --- |
| 西施沉魚 昭君落雁 貂蟬閉月 貴妃羞花 | Xi Shi halakat süllyeszt Wang Zhaojun zuhanásra csábítja a madarakat Diaochan túlragyogja a holdat Yang Guifei szégyenbe hozza a virágokat |

Ezeket a különálló kifejezéseket néha összevonják, hogy különösen szép nőket írjanak le velük, vagy egyszerűen csak a négy szépség legendásan jó megjelenésére utaljanak. Az összevont idióma a 沉魚落雁，閉月羞花 (halakat süllyeszt és zuhanásra csábítja a madarakat, túlragyogja a holdat és szégyenbe hozza a virágokat). A két rész a vesszőnél elválasztva külön-külön is használható.

## Fordítás
Ez a szócikk részben vagy egészben  a   Four Beauties című angol Wikipédia-szócikk ezen változatának fordításán alapul.  Az eredeti cikk szerkesztőit annak laptörténete sorolja fel. Ez a jelzés csupán a megfogalmazás eredetét és a szerzői jogokat jelzi, nem szolgál a cikkben szereplő információk forrásmegjelöléseként.